# Russula laricina
Russula laricina Velen., České Houby 1: 149 (1920).

## Descrizione della specie
Cappello
5–7 cm, piano convesso con lieve depressione centrale
cuticolaseparabile quasi totalmente, viscosa, di colore rosa-rosso
Lamelle
Fitte, anastomizzate, colore crema.
Gambo
Fragile spesso cavo, biancastro, clavato.
Carne
Bianca
- Odore: debole
- Sapore: dolce, leggermente pepato dopo lunga masticazione, soprattutto delle lamelle.

Microscopia==
Spore7-11,5 x 6,2-8,5 µm, gialle in massa.
Basidi30-55 x 9-15 µm.

## Commestibilità
Non commestibile.

## Habitat
Fungo simbionte, cresce sotto larice con cui stabilisce legame micorrizico.

## Nomi comuni
- (DE)  Lärchentäubling
- (FR)  Russule du Mélèze